# Екшур
Екшур — село в России, расположено в Клепиковском районе Рязанской области. Административный центр Екшурского сельского поселения.

## Географическое положение
Село Екшур расположено примерно в 4 км к юго-востоку от центра города Спас-Клепики на левом берегу реки Пра. Ближайшие населённые пункты — деревня Малое Дарьино к северу, деревня Егорово к востоку, деревня Ершовские Выселки к югу и деревня Макеево к западу.

## История
Село впервые упоминается в XVII в. в составе Старорязанского стана. Название села имеет финно-угорское происхождение и означает «беличья чаща» (бор). Более позднее название села — Старый Спас; Фомин Заулок.
До революции 1917 года в селе действовало две церкви разного храмонаименования.
Первая церковь, во имя Преображения Господня, упоминается ещё в окладных книгах 1676 года. В приходе на тот момент состояло 156 дворов, в том числе 4 двора помещичьих. Данная церковь в 1848 году была перестроена и освящена 2 июля 1849 года.
Вторая церковь, тёплая, для богослужения в зимнее время, была устроена в 1858 году. Она получила престол во имя Святой Мученицы Параскевы.
В 1905 году село входило в состав Клепиковской волости Рязанского уезда и имело 12 дворов при численности населения 77 чел.
В 1860 году Анной Даниловой Бряковой в селе была учреждена фабрика по производству ваты. По данным «Указателя фабрик и заводов Европейской России и Царства Польского» 1887 года, фабрика имела 1 паровую машину в 8 лошадиных сил, производство на 11 000 рублей и изготавливала 2500 пудов ваты. На фабрике работало 15 рабочих.

## Население
| 1859 | 1906 | 2010 |
| ---- | ---- | ---- |
| 79   | ↘77  | ↗993 |

## Экономика
В селе расположена ватная фабрика ООО «Русвата», основанная в конце XIX века купцом первой гильдии Иваном Дроздовым. Производит нетканое полотно Spunlace, ватную продукцию и медицинские расходные материалов на основе хлопка. На фабрике работает 400 человек.

## Транспорт и связь
Через село проходит асфальтированная дорога Спас-Клепики — Гришино. Регулярное автобусное сообщение отсутствует.
В селе Екшур имеется одноимённое сельское отделение почтовой связи (индекс 391022).

## Религия
В селе есть действующая церковь Преображения Господня, впервые упоминаемая в 1676 г. Существующее здание церкви построено в 1848 г. Приход относится к Клепиковскому благочинию Касимовской епархии.

## Известные жители
В селе родился священномученик Михаил Михайлович Лисицын, а также проживал командарм Михаил Дмитриевич Великанов.
В приходе села родились: писатель Михаил Петрович Лобанов (деревня Иншакова) и знаменитый русский художник Абрам Ефимович Архипов (деревня Егорово, Савинская тож). Архипов учился в сельской церковно-приходской школе.